# 貝沙里站
貝沙里站（英語：Bessarion Station）是一座多倫多地鐵雪柏線車站，坐落加拿大安大略省多倫多北約克貝沙里道（Bessarion Road）和雪柏東路（Sheppard Avenue East）的交界處，於2002年11月22日聯同該線其他車站一起開幕。
下列由多倫多公車局營運的巴士線駛經貝沙里站：
- 85號雪柏東巴士線（Sheppard East）
- 385號雪柏東深宵巴士線（Sheppard East）

## 外部連結
- 维基共享资源上的相關多媒體資源：貝沙里站
- （英文）TTC Bessarion Station （页面存档备份，存于）－多倫多公車局網站 貝沙里站頁面